# Vännijänkkä
Vännijänkkä är ett naturreservat i Pajala kommun i Norrbottens län.
Området är naturskyddat sedan 2003 och är 9,5 kvadratkilometer stort. Reservatet omfattar ett stort myrområde med rikkärr, fastmarksholmar, sumpskogar och vattendrag. 